# 水玉螢之丞
水玉 螢之丞（みずたま けいのじょう、本名：吉田 けい（よしだ けい、旧姓：岡部）、1959年5月3日 - 2014年12月13日）は、日本の女性イラストレーター、漫画家である。

## 人物
埼玉県浦和市（現在のさいたま市）出身。父は漫画家の岡部冬彦、兄は作家、軍事評論家の岡部いさく、姉は漫画家・挿絵画家のおかべりかである。主にSF小説の挿絵イラストを手がけるほか、漫画やコラムも執筆している。くっきりした描線のポップなイラストで知られる。
自称「いさましいちびのイラストレーター」。
釣りを趣味とする。

### 経歴
専門学校中退後、フリーターを経て会社員となるが11か月で失業しフリーのイラストレーターとなる。初期は、立東社（2001年に倒産）から出版された音楽雑誌『PLUM』『キーボードスペシャル』『ロッキンf』においてインタビュー記事やコラムやイラストを執筆していたが、大森望によりSFファンであることを見出だされ、『SFマガジン』に連載を持つようになった。
第24回（1993年）、第26回（1995年）及び第46回（2015年）、星雲賞アート部門受賞。第46回分は追贈。また、第47回（2016年）には『SFまで10000光年』『SFまで10万光年以上』で同賞ノンフィクション部門を受賞している。
2014年12月13日、肺がんのため、東京都内の病院で死去。55歳没。同年12月15日、本人のTwitterアカウントにて夫からの訃報がツイートされた。故人の希望により親族のみで葬儀が行われた。
没後の2018年2月27日 - 3月17日、東京古書会館でイラスト原稿・当時の掲載誌・関連グッズなどを展示した「水玉螢之丞おしごといろいろ展」』が開催された。

## 主な作品

### 著書・連載
- こんなもんいかがっすかぁ（漫画、アスキー）ISBN 4-756106-31-5
  - こんなもんいかがっすかぁ まるごと！（漫画、復刊ドットコム）ISBN 978-4-8354-5297-5 - 上記の新装版
- どんなもんありゃ〜すかぁ（イラスト&コラム、ASCII DOS/V ISSUE→ASCII Digital Buyer連載）
- 水玉紳士録、元祖水玉本舗（イラスト&コラム、ファミコン通信、ファミ通連載）
- 辺境の電脳たち（大森望との対談＋イラスト、The BASIC連載）
- SFまで10000光年（イラスト&コラム、SFマガジン連載、早川書房）ISBN 978-4-1520-9552-7
- SFまで100000光年（イラスト&コラム、SFマガジン連載）
  - SFまで10万光年以上（イラスト&コラム、早川書房）ISBN 978-4-1520-9582-4
- こんな○○欲しいッス（イラスト&コラム、モデルグラフィックス連載）
- ナウなヤング（杉元伶一共著、岩波ジュニア新書）
- 埼玉の恋（朝日新聞埼玉版、1992年10月 - 1996年3月[4]）
- 一人前釣り師への道（イラスト&コラム、月刊磯・投げ情報連載）
- 堤防釣り部の野望（イラスト&コラム、月刊磯・投げ情報連載）
- Hello Dolly!（イラスト&コラム、お人形ムック『Dolly*Dolly』連載）
- すごいぞ!おかあさん（漫画、主婦と生活社『ね〜ね〜』連載）
- ワンフェスのワンダちゃん（画集、本の雑誌社）ISBN 978-4-8601-1289-9
- 元祖水玉本舗（2017年2月23日、本の雑誌社）
  - 元祖水玉本舗その1、ISBN 978-4-8601-1296-7
  - 元祖水玉本舗その2、ISBN 978-4-8601-1297-4

### イラスト
- パソコンはまぐり（岬兄悟著、カバーイラスト、挿絵）ISBN 978-4-8771-9306-5
- わたしが愛したゲームキャラ（横山智佐著、カバーイラスト）ISBN 978-4-7973-0941-6
- つかぬことをうかがいますが…科学者も思わず苦笑した102の質問（イラスト）ISBN 978-4-1505-0232-4
- また、つかぬことをうかがいますが…科学者も居留守を使う98の質問（イラスト）ISBN 978-4-1505-0259-1
- おたくのインターネット（イラスト）ISBN 978-4-8402-1385-1
- おたくのインターネット2（イラスト）ISBN 978-4-8402-1589-3
- おたくのインターネット3（イラスト）ISBN 978-4-8402-1742-2
- ファイアーエムブレム・ザ・コンプリート（イラスト）ISBN 4-87188-822-3
- 神麻嗣子の超能力事件簿シリーズ（西澤保彦著、カバーイラスト、口絵）
- ゲームマシンはデイジーデイジーの歌をうたうか（小野不由美著、イラスト、対談）ISBN 978-4-8905-2907-0
- 「マジカルランド」シリーズ（ロバート・アスプリン: 著、矢口悟: 訳、イラスト）ISBN 978-4-1502-0234-7
- 「ハイテク遊戯塾」読売新聞日曜版（イラスト）
- フリーゾーン大混戦（チャールズ・プラット（英語版）: 著、 大森望: 訳、カバーイラスト）、1994年、ハヤカワ文庫SF
- 東京攻略ＭＡＰシリーズ（イラスト）、メディアワークス

### キャラクターデザイン・原案
- ウルトラボックス第6号 水玉の恋愛模様講座（PCエンジンCD-ROM2、デザイン・パッケージイラスト）
- 火星物語（プレイステーション、デザイン）
- ワンダ&リセット（ワンダーフェスティバルマスコットキャラクター、デザイン）
- しおり（ほんつな対話型連想検索サービスキャラクター、デザイン）
- BRIGADOON まりんとメラン（アニメーション作品、原案）
- まおゆう魔王勇者シリーズ（橙乃ままれ著、原案）
- 人生ゲーム平成版VII（キャラクターデザイン）
- よこはま動物園ズーラシア（「ギフトショップ」マスコットキャラクター、デザイン）
- うた∽かた（4話 変身コスチューム・エンディングイラスト）